# Wartenberger
Wartenberg ist ein deutscher Familienname.

## Herkunft und Bedeutung
Wartenberger ist ein Herkunftsname für Personen, die aus einem Ort namens Wartenberg stammen.

## Varianten
- Wartenberg

## Namensträger
- Marc Wartenberger (* 1986), deutscher Basketballspieler